# Amphisbaena gracilis
Amphisbaena gracilis este o specie de reptile din genul Amphisbaena, familia Amphisbaenidae, ordinul Squamata, descrisă de Strauch 1881. Conform Catalogue of Life specia Amphisbaena gracilis nu are subspecii cunoscute.